# لوك مكارثي
لوك مكارثي (بالإنجليزية: Luke McCarthy)‏ هو لاعب كرة قدم بريطاني في مركز الوسط، ولد في 7 يوليو 1993 في بولتن في المملكة المتحدة. لعب مع غريمسبي تاون ومانشستر سيتي ونادي إيرباص يو كاي بروتون ونادي بوري.

## وصلات خارجية
- لوك مكارثي على موقع قاعدة بيانات كرة القدم.إي يو (الإنجليزية)
- لوك مكارثي على موقع Soccerbase.com (لاعب) (الإنجليزية)